# Crataegus suborbiculata
Crataegus suborbiculata — вид квіткових рослин із родини трояндових (Rosaceae).

## Біоморфологічна характеристика
Це дерево чи кущ 80 дм заввишки. Нові гілочки червонуваті, 1-річні жовтувато-коричневі, 2-річні світло-сірі; колючки на гілочках прямі, 2-річні чорнуваті, зазвичай блискучі, ± тонкі, 2.5–4.5 см. Листки: ніжки листків 50–100% від довжини пластини; пластини від широко еліптичних чи ромбічних до майже кулястих, 4–6 см, тонкі, основа від клиноподібної до широко клиноподібної, часток по 3 або 4 з боків, верхівки часток гострі, краї пилчасті, верхівка від гострої до тупої, поверхні голі, верх рідко волохатий молодим. Суцвіття 5–10-квіткові. Квітки 20–24 мм у діаметрі; чашолистки вузько трикутні, 5–6 мм; тичинок 20; пиляки кремові, рожеві чи червоні. Яблука рожево-лілові, дозрівають до оранжево-червоних чи пурпуруватих, 10–14 мм у діаметрі, матові спочатку. 2n = 68. Період цвітіння: травень і червень; період плодоношення: вересень і жовтень.

## Ареал
Зростає на північному сході США (Коннектикут, Мічиган, Нью-Йорк) й південному сході Канади (Онтаріо, Квебек).
Населяє узлісся, чагарники; на висотах 50–300 метрів.